# 下蒂里新城
下蒂里新城（法語：La Villeneuve-sous-Thury，法語發音：[la vilnœv su tyʁi]，意即为“蒂里下方的新城”）是法国瓦兹省的一个市镇，属于桑利斯区。

## 地理
下蒂里新城（49°9'21"N, 3°3'43"E）面积4.32 平方千米，位于法国上法蘭西大區瓦兹省，该省份为法国北部内陆省份，北起索姆省，西接厄尔省和滨海塞纳省，南至塞纳-马恩省和瓦兹河谷省，东临埃纳省。
与下蒂里新城接壤的市镇（或旧市镇、城区）包括：瓦卢瓦地区欧特伊、乌尔克河畔马勒伊、马罗勒、瓦卢瓦地区蒂里。
下蒂里新城的时区为UTC+01:00、UTC+02:00（夏令时）。

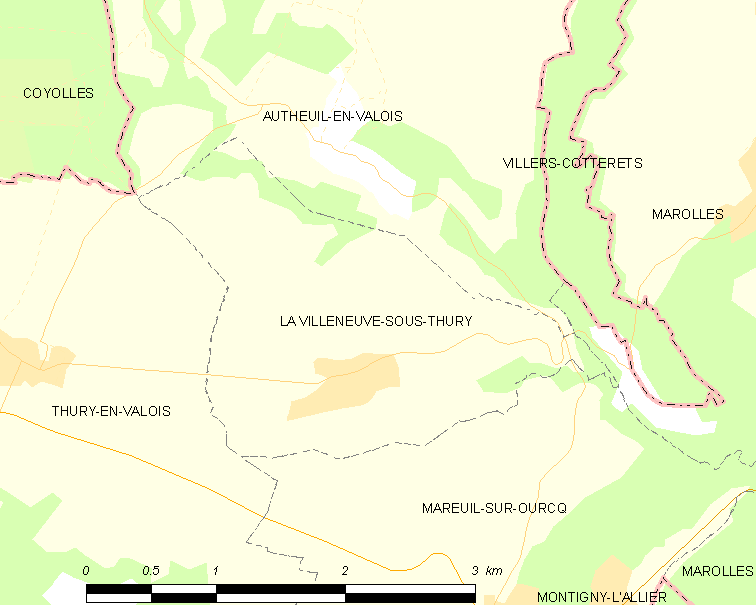
下蒂里新城的OSM定位图

## 行政
下蒂里新城的邮政编码为60890，INSEE市镇编码为60679。

## 政治
下蒂里新城所属的省级选区为楠特伊勒欧杜安县。

## 人口

1962-2008年间下蒂里新城人口变化图示

下蒂里新城于2022年1月1日时的人口数量为141人。